# Lijst van burgemeesters van Geervliet
Dit is een lijst van burgemeesters van de voormalige Nederlandse gemeente Geervliet in de provincie Zuid-Holland tot 1 januari 1980. Op deze datum werden de voormalige gemeenten Abbenbroek, Oudenhoorn en Zuidland en delen van de gemeenten Geervliet (inclusief Simonshaven) en Heenvliet samengevoegd tot de nieuwe gemeente Bernisse.
| Ambtsperiode                     | Naam burgemeester                | Partij of stroming | Bijzonderheden |
| -------------------------------- | -------------------------------- | ------------------ | --- |
| 1823 - 1 februari 1886           | Jan Dirk Preuijt                 |                    | Preuyt was schout en secretaris maar in 1825 werd hij burgemeester ‘nieuwe stijl’. Tevens schout/burgemeester van Biert (van 1823 tot 1855 toen Biert opging in de gemeente Geervliet) |
| 3 maart 1886 - 15 december 1893  | Adrianus Jacobus Martinus Visser |                    | Visser vertrok naar Den Haag. |
| 15 december 1893 - 5 maart 1919  | Jacob van der Minne              |                    | Van der Minne vertrok naar Rijswijk. |
| 16 mei 1919 - najaar 1945        | Cornelis von Lindern             |                    | tevens burgemeester van Heenvliet (1920-1945) |
| 1 februari 1947 - september 1954 | Mr. Wim (W.H.) Sprenger          | PvdA               | Tevens burgemeester van Heenvliet, werd in september 1954 burgemeester van Oostvoorne.                                                                                                 |
| 16 maart 1955 - 31 januari 1968  | Mr. Johannes Hermanus Vijgeboom  | PvdA               | Tevens burgemeester van Heenvliet, werd per 1 februari 1968 burgemeester te Alblasserdam.                                                                                              |
| 1 juli 1968 - 15 mei 1978        | A.J.M. Derksen                   | PvdA               | Tevens burgemeester van Heenvliet, werd in 1978 burgemeester van Steenbergen |
| 15 mei 1978 - 31 december 1979   | Nico (N.) Hesseler               | PvdA               | Waarnemend. Tevens burgemeester van Poortugaal en waarnemend burgemeester van Heenvliet.                                                                                               |